# Leopold Museum
Leopold Museum är ett konstmuseum i Wien. Det öppnade 2001 och är känt för sina samlingar av Egon Schiele och Gustav Klimt. Dessa och övriga samlingar gjordes av konstsamlaren Rudolf Leopold (1925-2010) och hans fru Elisabeth Leopold och tillhör sedan 1994 en privat stiftelse. Museet är en av de viktigaste sevärdheterna i det som kallas MuseumsQuartier (MQ), vilket likaså öppnade 2001. Det ligger i stadsdelen Neubau på adressen Museumsplatz 1 och hade 2009 runt 316 000 besökare. 

## Byggnaden
Museet dominerar MQ:s största uteplats såsom annorlunda placerad vit kub tillsammans med den svarta kub som utgör MUMOK (Museum Moderner Kunst). Dessa bägge nybyggen bildar en bjärt kontrast till de vidlyftiga, historiska byggnader som annars avgränsar platsen och som en gång var dubbelmonarkins kejserliga och kungliga hovstallar. Den fyrkantiga museibyggnaden är gjord efter ritningar av arkitektfirman Ortner & Ortner. Den mäter 40 x 46 x 24 meter och är utvändigt klädd med vit så kallad muschelkalk, en kontinental kalkstensart efter fossila snäckskal.

## Samlingarna

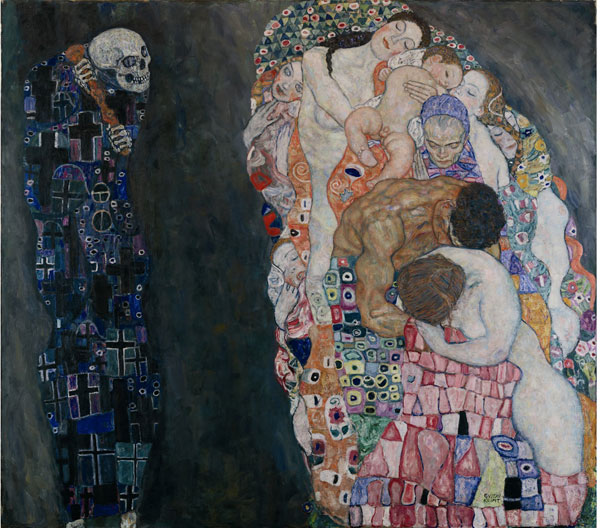
Gustav Klimt: Tod und Leben (Liv och död).

Leopold Museum har världens största samling av Egon Schieles verk. Den består av 41 oljemålningar och 188 grafiska blad. 2011 inrättades även ett "dokumentationscentrum" över Egon Schiele (autografer, fotografier och litteratur, sammanställt av Rudolf Leopold). I museets bibliotek finns en omfångsrik samling schielelitteratur.
Verk av Gustav Klimt, en av Wiener Secessions och jugendstilens mest framträdande konstnärspersonligheter, presenterar ytterligare en föregångare till det moderna måleriet i Österrike. Andra betydande konstnärer som representeras är: Oskar Kokoschka, Carl Schuch, Albin Egger-Lienz, Anton Kolig, Alfred Kubin, Koloman Moser, Herbert Boeckl, Anton Faistauer, Ferdinand Georg Waldmüller, Anton Romako, Josef Hoffmann, Robert Hammerstiel, Richard Gerstl och Albert Paris Gütersloh.
Målningar, grafik och objekt av ytterligare konstnärer från 1800- och 1900-talen, däribland kostbart konsthantverk och originalbohag i jugendstil och från Wiener Werkstätte, kompletterar museets utställningar.

## Stiftelsen
Efter förhandlingar enades Rudolf Leopold och statliga företrädare för det österrikiska kulturdepartementet om att upprätta en stiftelse 1994. I utbyte mot sin samling erhöll Rudolf Leopold 2, 2 miljarder schilling (160 miljoner €). Han gjordes även till konstnärlig ledare på livstid för det museum som var tänkt att byggas och fick i likhet med staten fyra företrädare för sin familj i stiftelsens styrelse. Stiftelsen tillfördes 5266 inventerade konstverk, vars sammanlagda försäkringsvärde då var närmare 8 miljarder schilling.

## Restitutionsfrågor
Leopold Museum är en privat stiftelse och berörs därför inte av den lagstiftning som gäller i Österrike sedan 1998 kring restitution av stöldkonst. (Denna lagstiftning förpliktar alla statliga institutioner till proveniensforskning och återlämnande av objekt som under nazitiden förvärvats på ett oegentligt sätt, t. ex. genom påtvingad nödförsäljning, stöld eller konfiskering.)

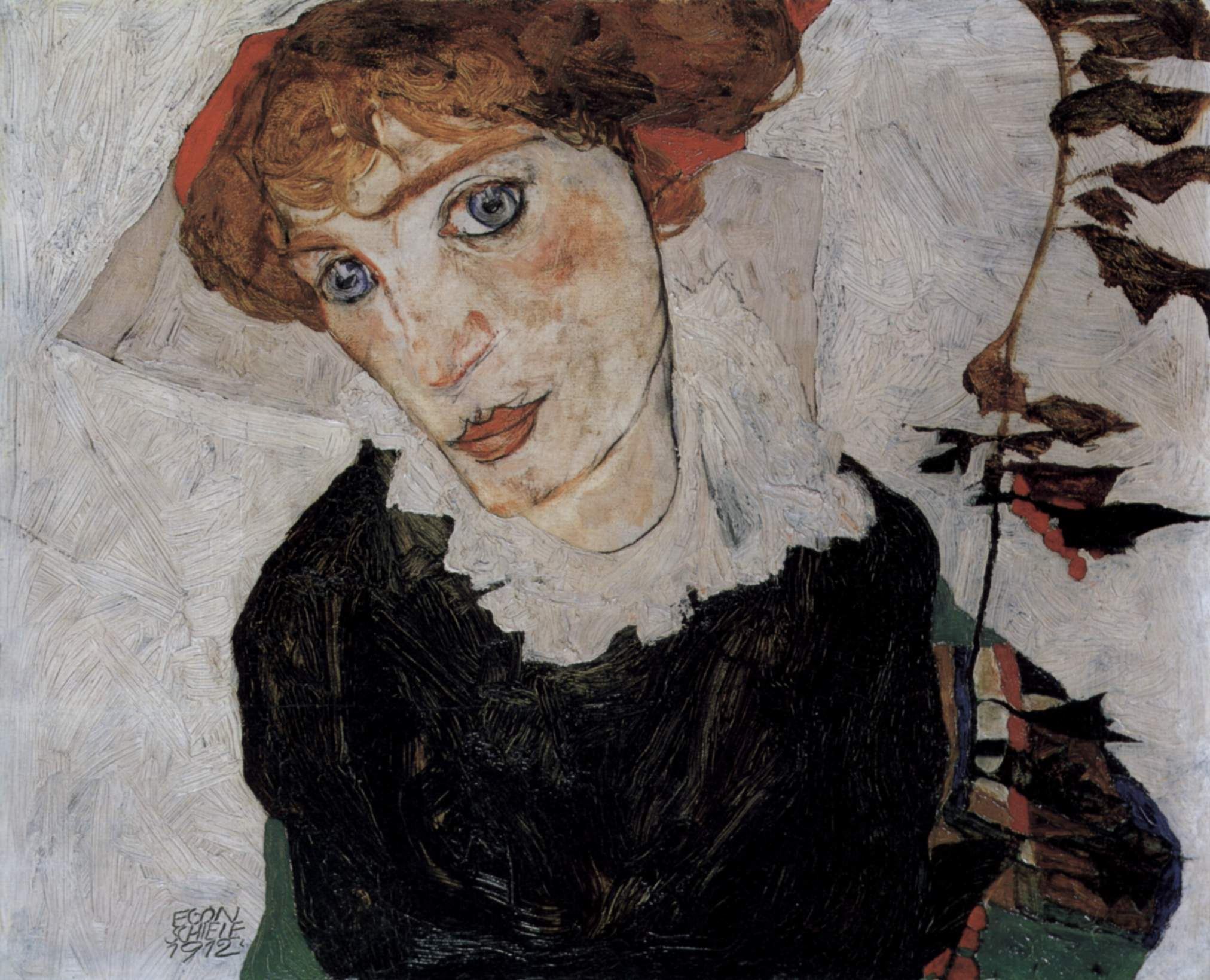
Egon Schiele:Porträtt av Wally (1912), Leopold Museum, Wien.

Efter en anmälan om "tjuvgods" 1998 beslagtogs Egon Schieles Porträt von Wally vid en utställning av stiftelsens konstverk på Museum of Modern Art i New York. 12 år senare, i juli 2010 kom Leopold Museum överens med arvingarna till Lea Bondy-Jaray och USA:s regering om att äganderätten till denna bild definitivt övergår till Leopold Museum mot en summa av 19 miljoner dollar (14,8 miljoner €). Året efter, sommaren 2011, lät stiftelsen för museet en annan av Schieles målningar, nämligen Häuser mit bunter Wäsche (Vorstadt II)  gå på auktion hos Sotheby's i London, för att kunna kvitta det lån som tagits för förlikningen i "fallet Wally". Verket inbringade 22 miljoner pund, en rekordsumma vad gäller Schiele.